# Hemiglaea costalis
Hemiglaea costalis là một loài bướm đêm trong họ Noctuidae.